# Anomalurus beecrofti
Pour les articles homonymes, voir Beecroft.
Anomalure de Beecroft, Écureuil volant de Beecroft
Espèce
Statut de conservation UICN

 LC  : Préoccupation mineure
Statut CITES
Anomalurus beecrofti est une espèce d'anomalures, des mammifères rongeurs de la famille des Anomaluridae. C'est une espèce arboricole africaine qui fait partie des écureuils volants.

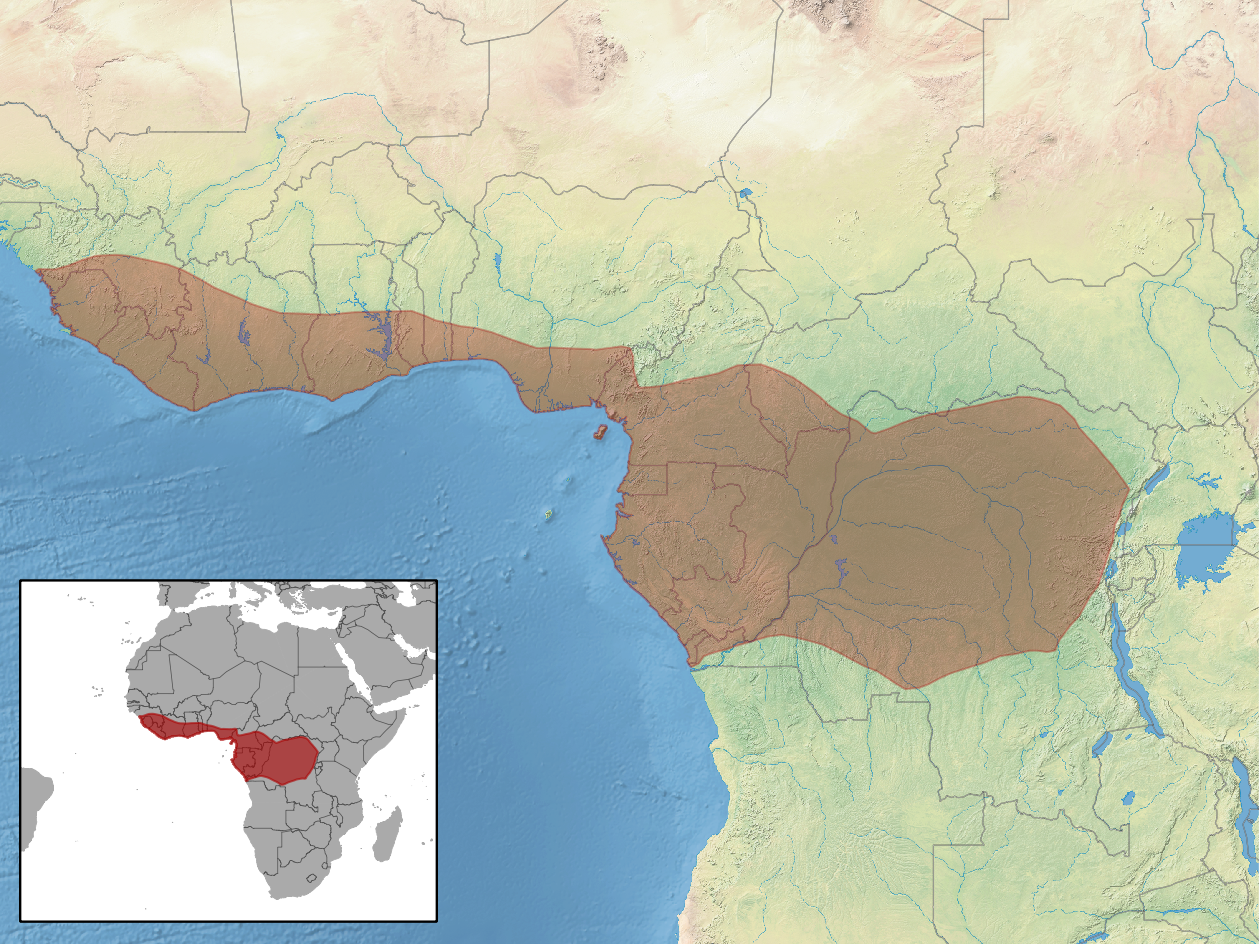
Répartition de l'espèce.

En français l'espèce est appelée Anomalure de Beecroft,, ou Écureuil volant de Beecroft

## Description brève
L’anomalure de Beecroft est petit par rapport aux autres espèces du même genre, dépassant rarement 50 cm de long, queue comprise, pour un poids inférieur à 800 g. Il a un museau proéminent et étroit. Sa coloration est très variable, mais notons que le dessous est toujours plus ou moins jaune-orange et que les mêmes tons chauds se retrouvent sur le dos chez certaines populations. D’autres fois le dos et les flancs sont grisâtres. Il porte souvent une tache blanche au front mais pas de masque noir autour des yeux.